# 江苏路基督教堂 (青岛)
江苏路基督教堂是中华人民共和国山东省青岛市的一座基督教教堂，这幢具有德国青年派风格的优美建筑，是青岛最具有代表性的德国建筑之一。

## 位置
江苏路基督教堂位于青岛市市南区西部的江苏路15号（该路中段东侧）一个8米高的小丘（该山丘曾被青岛原住民称为“青石山”，德租时期正式名称为“小教堂丘(Kapellen-Hügel)”）上，坐北朝南，面向辽阔的黄海，南侧设有一个小型广场。东侧紧邻信号山公园。这座教堂同时又是沂水路、龙山路等多条道路的对景建筑。它居高临下地俯视着青岛在德国占领时期最早建成的一片核心街区和一批最古老的街道：江苏路就是当年的俾斯麦街 (Bismarck Straße)，沂水路就是当年的迪德里希路 (Diederichs Weg)。这些街道和两侧的建筑都经过德国建筑师精心的规划和设计，保留不少当年的德国建筑。沿地利街向西南300多米就是总督府广场，沿龙山路向东南相似的距离则可以到达豪华的青岛总督官邸——今日的青岛迎宾馆。

## 历史沿革

### 德国礼拜堂

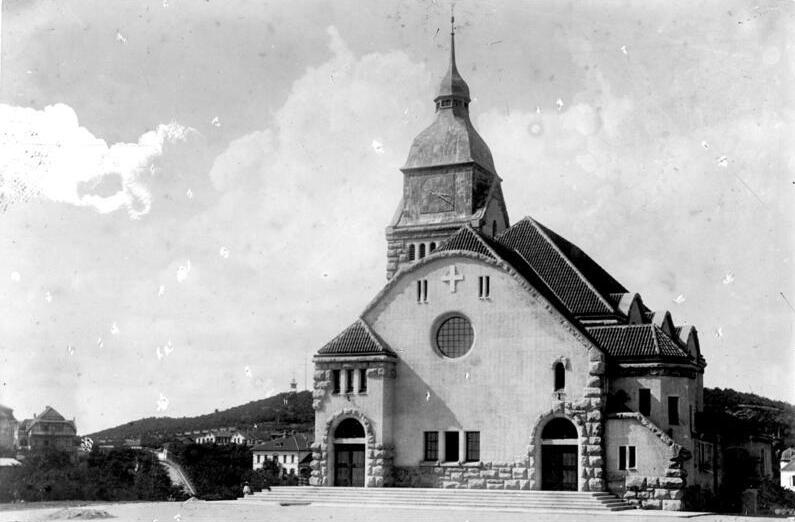
教堂的历史照片

1898年，青岛成为德国的租借地。德国人拆除原有的中国村落，重新规划了一个全新的欧洲风格的城市。根据1900年青岛的第一个城市规划， 总督府丘（Gouvernements-Hügel，今观海山）东西两侧的高地预留作教堂用地：东侧的高地建造一座新教教堂，西侧的高地建造一座天主教堂。
新教教堂于1907年6月1日向在东亚的建筑师征集竞赛方案，结果，德国建筑师库尔特·罗克格（Curt Rothkegel）的设计方案被选中，但由于罗克格方案的钟楼风格太过现代，罗克格的图纸由设计师李希德（Paul Richter）与哈赫麦斯特（Hachmeister）改动后成为正式设计方案。1908年4月19日，这座教堂开工建造，到1910年10月23日落成使用。德国驻青岛总督府是这座教堂的出资建造者，教堂建成后作为旅青的德国新教各宗派信徒举行联合礼拜的会堂，不隶属任何差会或教派。教堂的正式名称是青岛福音教堂 (Evangelische Kirche für Tsingtau)，俗称“德国礼拜堂”。

### 国际礼拜堂
1914年，第一次世界大战爆发。11月7日，日本军队攻占青岛。该堂宣布自立。四年后，第一次世界大战结束，德籍传教士被遣送回国，于是该堂由在青岛的美国差会接管，供在青岛的外国信徒共同使用，称为“国际礼拜堂”。
1941年12月太平洋战争爆发以后，中国北方的英美籍侨民均被关押进山东潍坊乐道院（长老会教会大院）改建的集中营，于是该堂改由青岛同善会德籍牧师苏保志主持。
第二次世界大战结束后，从1945年至1949年，德国信徒和美国信徒分别在上午和晚上在这里聚会，直到美军撤退，青岛被解放军接管（1949年6月2日）前夕。

### 改作他用
1949年12月，该堂被青岛市军管会宣布没收，房屋由当时的青岛医学院附属医院使用。当时，青岛市区供中国人使用的大约60座基督教堂仍继续开放。到1958年大跃进时，其中的大约50座被迫关闭，“献给国家，支援社会主义建设”；到1966年文化大革命开始，剩余的8座教堂（如观象二路青岛圣保罗堂、清和路东镇路德堂、龙山路4号聚会所、济宁路浸信会）也全部作为“四旧”被勒令关闭，牧师和传道人则作为“牛鬼蛇神”接受批斗和劳动改造。

### 江苏路基督教堂
在关闭了30年之后，1980年11月2日，由于中国政府的宗教政策有所改变，原青岛国际礼拜堂得以恢复礼拜，成为文革后山东省第一个恢复开放的基督新教礼拜堂。当天，有500多名兴奋不已地信徒参加了由李崇恩、张天人、王德仁主持的复堂礼拜。
最初，由于青岛仅有一座基督教堂开放，这里仅简单的称为青岛基督教堂。此后，青岛又陆续开放了一批基督教堂（大致恢复到文革前的水平），但是信徒的人数则远远超过当年，仅在公开教堂聚会的就大约有60,000人左右，而且每年大约以2,000人的速度在增加。这时，为了与青岛其他教堂相区别，该堂被定名为江苏路基督教堂。

## 建筑特色

教堂西北面

### 立面
整个教堂体形纵横交错，高低相间。外墙装修采用黄色波纹墙面，蘑菇石檐口、勒脚和包角，红瓦屋顶，上有绿色四棱曲线塔顶。钟楼高度36.47米，大厅檐口标高为9.36米。钟楼的三面外墙上镶有机械时钟，因而俗称为“钟表楼子”。

### 平面
该教堂建筑面积为1,297.51平方米，能容纳1,400人左右。平面为巴西利卡式，设计了南北向长轴，中间是高大的矩形中央大厅，东、西、南三面设计了较低的侧廊。
堂区院内还建有二层楼房两幢。一幢是附堂，一幢是传教士住宅。

### 堂内布置
堂内设施布局属信义宗的格调。前方正中有聖餐桌，上方是彩色玻璃拼成的耶稣画像，右侧是拾级而上的大理石砌讲道台，聖餐桌左侧是施洗用的大理石盆。礼拜堂后方是唱诗楼，装有管风琴。堂内为大理石柱子和地面，做工装饰精细。窗户是彩色玻璃拼成的教会历史故事画面。

## 其他
1992年，该教堂被列为山东省重点文物保护单位；2006年6月，又作为青岛德国建筑的一部分列为全国重点文物保护单位。
1999年5月1日，教堂在礼拜时间之外，作为一处旅游景点向游客开放，收取门票（人民币7圆，现为人民币10圆）。这是中国第一个收取门票的礼拜堂。